# Barbora Poláková (album)
Barbora Poláková è il primo album in studio dell'attrice e cantante ceca Barbora Poláková, pubblicato il 20 novembre 2015.

## Descrizione
L'album include Kráva, una canzone umoristica in collaborazione con Markéta Stehlíková pubblicata sul canale YouTube di Barbora all'inizio del 2012, e il singolo Nafrněná, che ha anticipato l'uscita del disco. Barbora Poláková ha raggiunto il secondo posto nella classifica degli album più venduti in Repubblica Ceca.

## Tracce
1. Generace – 3:01 (Barbora Poláková, Filip Kaňkovský, Jan P. Muchow)
2. Nafrněná – 3:39 (Barbora Poláková, David Hlaváč, Jan P. Muchow)
3. Ona – 3:19 (Barbora Poláková, David Hlaváč)
4. Krosna – 3:46 (Barbora Poláková, David Hlaváč, Jan P. Muchow)
5. Milo – 2:55 (Barbora Poláková, Jan P. Muchow)
6. Ráda – 4:14 (Barbora Poláková, Jan P. Muchow)
7. Ego – 4:42 (Barbora Poláková, Tomáš Belko, David Hlaváč, Jan P. Muchow)
8. Kdo je tady víc – 3:35 (Barbora Poláková, David Hlaváč)
9. Hlava – 3:24 (Barbora Poláková, David Hlaváč)
10. Kráva (con Markéta Stehlíková) – 3:04 (Barbora Poláková, Markéta Stehlíková, Filip Kaňkovský)

## Classifiche
| Classifica (2016) | Posizione massima |
| ----------------- | ----------------- |
| Repubblica Ceca   | 2                 |